# Cristina Domenech
Cristina Domenech (Málaga, 1987) es una escritora, profesora e investigadora española que ha visibilizado a través de sus libros e investigaciones la historia de mujeres del siglo XVII al XX que han sido pioneras en su forma de expresar la sexualidad. Su primer libro Señoras que se empotraron hace mucho se convirtió en 2019 en best seller.

## Trayectoria
Graduada en Estudios Ingleses por la Universidad Nacional de Educación a Distancia (UNED). Realizó además el Máster en Estudios Ingleses y Comunicación Multilingüe e Intercultural en la Universidad de Málaga. En ese momento comenzó una investigación orientada a la literatura histórica desde una perspectiva queer.
En su búsqueda de referentes, investigó minuciosamente historias de amor y deseo entre mujeres a lo largo de la historia. Algunas de estas historias compartidas en Twitter le generaron un gran número de seguidores que le animaron a compartir sus hallazgos y publicar sobre mujeres famosas lesbianas o bisexuales en forma de libro. Señoras que se empotraron hace mucho, su primer libro, se convirtió en todo un fenómeno literario con varias ediciones.
Su segundo libro Señoras ilustres también fue un éxito y cosechó excelentes críticas. En Más señoras que se empotraron hace mucho continuó su trabajo de divulgación e investigación en la vida de mujeres que fueron silenciadas por la historia por su orientación sexual.
En su faceta de profesora e investigadora, Domenech es profesora sustituta interina a tiempo completo en el departamento de filología inglesa, francesa y alemana de la Universidad de Málaga. Sus líneas de investigación incluyen la Literatura neo-victoriana, la ficción especulativa y la representación de mujeres queer en la literatura. Pertenece al grupo de investigación:  'Literaturas contemporáneas en el ámbito europeo' (HUM-858), financiado por la Junta de Andalucía.

## Obra
- 2019 – Señoras que se empotraron hace mucho. Plan B. ISBN 9788417001933.[6]
- 2020 – Señoras ilustres. Plan B. ISBN 9788417809683.[7]
- 2020 – Señoras que se empotraron en el siglo XIX. Flash books. ISBN 9788417906344.
- 2022 – Mas señoras que se empotraron hace mucho. Plan B. ISBN 9788418051593.[8]